# Kombori (Djibasso)
Pour les articles homonymes, voir Kombori.
Kombori est une commune située dans le département de Djibasso de la province de Kossi au Burkina Faso.